# Cheyenne Kimball
Cheyenne Nichole Kimball (Frisco, Texas, 27 de julio de 1990) es una cantautora, guitarrista y mandolinista estadounidense. Su álbum debut, The Day Has Come fue lanzado en julio de 2006 coincidiendo con una serie de reality de MTV después de su entrada en la industria de la música. Este álbum produjo un solo sencillo en el Billboard Hot 100 el cual fue "Hanging On". De 2008 a 2011, fue miembro de la banda de música country Gloriana, que debutó en la lista en 2009.

## Carrera
Kimball firmó con Epic Records. Ella apareció y ganó el programa de televisión America's Most Talented Kid a la edad de doce años. Ella lanzó su álbum debut Epic Records, The Day Has Come, el 11 de julio de 2006, con su primer sencillo y video, "Hanging On", enviado a los 40 principales Top 40 canales de radio y video (VH1 and MTV) a principios de abril de 2006. Ella comenzó su primera gira por todo el país el 17 de abril para promocionar su sencillo y álbum.
Para promover aún más su música, tuvo un programa de televisión de MTV llamado "Cheyenne", que se estrenó el 31 de mayo de 2006 a las 10:30 p. m. EST en los Estados Unidos. El espectáculo más tarde se estrenó el 21 de junio de 2006 en Canadá. Ella también apareció en la banda sonora de la película Aquamarine con la canción "One Original Thing", la canción fue lanzada como sencillo en octubre de 2006. Ella ha lanzado el sencillo exclusivo de iTunes "Drift Away". El 5 de diciembre de 2006, se lanzó el DVD del reality show de Cheyenne. La canción de Cheyenne "Four Walls" se lanzó como sencillo en enero. Cheyenne actuó en el Desfile del Día de Acción de Gracias de Macy's en 2006 cantando "Four Walls", y en vivo en el Pro Bowl el 10 de febrero de 2007.
En 2008, Kimball puso su carrera en solitario en espera. Se unió a la banda de música country Gloriana, en la cual cantó y tocó la mandolina. La banda hizo su debut en la lista en 2009 con el sencillo "Wild at Heart", un éxito country Top 20 y lanzó su álbum debut en agosto de 2009. La banda sirvió como uno de los actos de apertura para Fearless Tour de Taylor Swift en 2009 junto con Kellie Pickler. Gloriana también apareció en Macy's Thanksgiving Day Parade el 25 de noviembre de 2010. Después del éxito continuo, incluidos dos singles más en los 40 países principales, Gloriana comenzó a trabajar en su segundo álbum de estudio en 2011. La banda lanzó el primer sencillo del álbum llamado "Wanna Take You Home". Este sería el último sencillo de Gloriana en presentar la voz de Kimball. Aparecieron informes que indicaban que Cheyenne no regresó al autobús de la banda después de un concierto en Misuri el 8 de julio de 2011 y que no estuvo presente en el concierto de la banda el día siguiente.
El 11 de julio de 2011, se anunció en el sitio web oficial de Gloriana que Kimball había dejado la banda. Ella anunció su partida en la página oficial de Twitter de Gloriana el 9 de julio de 2011. Sin embargo, su tuit fue eliminado más tarde. Las razones que rodearon la partida de Kimball de Gloriana aún permanecen desconocidas.
Kimball dio a luz por primera vez, una hija llamada Nico Bella Kimball, el 15 de agosto de 2017.

## Discografía

### Álbumes como solista
| Título           | Detalles | Posición en listas | Posición en listas | Certificaciones |
| Título           | Detalles | US                 | CAN                | Certificaciones |
| ---------------- | --- | ------------------ | ------------------ | --------------- |
| The Day Has Come | - Fecha de publicación: 11 de julio de 2006 - Discográfica: Daylight Records - Formatos: CD, Descarga digital | 15                 | 28                 | - CAN: Oro      |

### Singles como solista
| Año  | Sencillo             | Posición en listas | Posición en listas | Álbum            |
| Año  | Sencillo             | US                 | US Pop             | Álbum            |
| ---- | -------------------- | ------------------ | ------------------ | ---------------- |
| 2006 | "Hanging On"         | 53                 | 40                 | The Day Has Come |
| 2006 | "One Original Thing" | —                  | —                  | The Day Has Come |
| 2007 | "Four Walls"         | —                  | —                  | The Day Has Come |

### Álbumes con el grupoGloriana
| Título   | Detalles | Posición en listas | Posición en listas | Posición en listas |
| Título   | Detalles | US Country         | US                 | AUS                |
| -------- | --- | ------------------ | ------------------ | ------------------ |
| Gloriana | - Fecha de publicación: 4 de agosto de 2009 - Discográfica: Emblem/Reprise/Warner Bros. - Formatos: CD, Descarga digital | 2                  | 3                  | 43                 |
| -TBA-    | - Fecha de publicación: 2011 - Discográfica: Emblem/Reprise/Warner Bros. - Formatos: CD, Descarga digital                |                    |                    |                    |

### Singles con el grupoGloriana
| Año  | Sencillo                    | Posición en listas | Posición en listas | Álbum              |
| Año  | Sencillo                    | US Country         | US                 | Álbum              |
| ---- | --------------------------- | ------------------ | ------------------ | ------------------ |
| 2009 | "Wild at Heart"             | 15                 | 53                 | Gloriana           |
| 2009 | "How Far Do You Wanna Go?"  | 36                 | —                  | Gloriana           |
| 2010 | "The World Is Ours Tonight" | 37                 | —                  | Gloriana Reedición |
| 2011 | "Wanna Take You Home"       | 56                 | —                  | TBA                |

### Bandas sonoras
- 2006 "One Original Thing" — para Aquamarine

## Programa de TV "Cheyenne"

### Lista de episodios
1. Meet Cheyenne
2. Manifest Destiny
3. You'll Never Guess Where I'm Texting You From
4. Wish You Were Here
5. Almost Vacation
6. Almost Famous
7. Dress Away
8. The End is the Beginning